# Louis Till
Pour les articles homonymes, voir Till.
Louis Till, né le 7 février 1922 et mort le 2 juillet 1945, est un soldat américain.
Il est exécuté par l'armée américaine en 1945 après avoir été reconnu coupable dans des circonstances douteuses du meurtre d'une Italienne et du viol de deux autres personnes. 
Il est le père d'Emmett Till, dont le meurtre en août 1955 à l'âge de 14 ans galvanise le mouvement des droits civiques. 
Les circonstances de sa mort étaient inconnues de sa famille jusqu'à ce qu'elles soient révélées après le procès du meurtrier de son fils, dix ans plus tard.

## Biographie

### Enfance, débuts
Né le 7 février 1922, Louis Till grandit orphelin à New Madrid, dans le Missouri. Jeune homme, il travaille à l'Argo Corn Company et pratique la boxe en amateur.

### Vie de famille
À 17 ans, Till commence à courtiser Mamie Carthan, une fille du même âge. Ses parents désapprouvent, pensant que le charismatique Till est « trop sophistiqué » pour leur fille. Sur l'insistance de sa mère, Mamie rompt leur relation, mais la persistance de Till l'emporte et ils se marient le 14 octobre 1940. Tous deux avaient 18 ans.
Leur premier et unique enfant, Emmett Louis Till, naît le 25 juillet 1941. Mamie quitte son mari peu après avoir appris qu'il avait été infidèle. Louis, furieux, l'étouffe jusqu'à ce qu'elle perde connaissance, ce à quoi elle répond en lui jetant de l'eau bouillante. Mamie finit par obtenir une ordonnance restrictive contre lui. Après qu'il a violé cette ordonnance à plusieurs reprises, un juge oblige Till à choisir entre l'enrôlement dans l'armée et l'emprisonnement. Il choisit la première solution et s'engage en 1943.

## Parcours

### Poursuites judiciaires et exécution
Alors qu'il sert dans la campagne d'Italie, Till est arrêté par la police militaire, qui le soupçonnait, ainsi qu'un autre soldat, Fred A. McMurray, du meurtre d'une femme italienne et du viol de deux autres, à Civitavecchia.
Un troisième soldat obtient l'immunité en échange d'un témoignage contre McMurray et Till. Après une courte enquête, lui et McMurray ont été traduits en cour martiale, déclarés coupables et condamnés à la mort par pendaison. La sentence est exécutée au centre d'entraînement disciplinaire de l'armée américaine au nord de Pise le 2 juillet 1945.
Les deux soldats avaient plaidé leur innocence ; leur équipe de défense n'a offert aucune preuve à l'appui de leur innocence, et Till a gardé le silence pendant le procès. Avant l'exécution, Till était emprisonné aux côtés du poète américain Ezra Pound, qui avait été emprisonné pour avoir collaboré avec les nazis et les fascistes italiens ; il est mentionné aux lignes 171-173 du Canto 74 des Pisan Cantos de Pound.
« Till a été pendu hier pour meurtre et viol avec garnitures ».
Till a été enterré dans le cimetière allié de Naples. En 1948, ses restes ont été déplacés au cimetière américain d'Oise-Aisne.

### Suites de l'affaire
Les circonstances de la mort de Till n'ont pas été révélées à sa famille ; Mamie Till a seulement appris que la mort de son mari était due à une « faute intentionnelle ». Ses tentatives pour en savoir plus ont été complètement bloquées par la bureaucratie de l'armée américaine. Les détails complets des crimes et de l'exécution de Louis Till n'ont été révélés que dix ans plus tard. 
Le 28 août 1955, Emmett Till, âgé de 14 ans, est assassiné dans le Mississippi, après avoir prétendument sifflé Carolyn Bryant, une femme blanche locale, ce qui a été mal interprété. Des années plus tard, un historien a déclaré que Bryant lui avait révélé qu'elle avait fabriqué de toutes pièces le témoignage selon lequel Till lui aurait fait des avances verbales ou physiques dans le magasin, mais la famille de Bryant a contesté cette affirmation. Son mari et son beau-frère enlèvent Till et le torturent à mort, puis jettent son corps dans la rivière. Tous deux sont arrêtés quelques jours plus tard, inculpés et jugés pour meurtre au premier degré, mais sont acquittés par un jury entièrement blanc en septembre 1955,.
En octobre 1955, après une attention des médias internationaux portée sur le procès pour meurtre et l'acquittement, les sénateurs du Mississippi James Eastland et John C. Stennis découvrent des détails sur les crimes et l'exécution de Louis Till, puis les communiquent aux journalistes. En novembre 1955, un grand jury refuse d'inculper les deux ravisseurs pour l'enlèvement de Till, malgré le fait qu'ils aient donné une interview à un magazine dans laquelle ils admettaient avoir enlevé Till.
Les médias du Sud ont largement couvert l'histoire : divers éditoriaux ont affirmé que la National Association for the Advancement of Colored People (NAACP) et les médias "yankees" avaient couvert, ou menti, sur le casier judiciaire du père d'Emmett Till. Plusieurs de ces éditoriaux citaient spécifiquement un article du magazine Life, qui présentait Louis Till comme étant mort en combattant pour son pays en France. Selon les historiens, le magazine Life était une exception plutôt que la règle, et aucun autre média "nordiste" n'avait fait l'apologie du soldat Till ou embelli son dossier ; de plus, Life a publié plus tard une rétractation. Cependant, certains Sudistes ont eu l'impression que l'article erroné de Life était représentatif des médias du Nord en général. Plusieurs autres éditoriaux sudistes sont allés jusqu'à associer Emmett Till aux crimes de son père. Ils laissaient entendre qu'Emmett avait peut-être tenté de violer son père, justifiant ainsi son meurtre.

### Contestation de l'authenticité du procès
En 2016, le romancier et essayiste afro-américain notable John Edgar Wideman explore les circonstances qui ont conduit à la condamnation militaire de Louis Till, et notamment à celle-ci. Dans son livre en partie fictif, Écrire pour sauver une vie - Le dossier Louis Till, Wideman examine le dossier du procès et l'a comparé au procès des assassins d'Emmett, les qualifiant tous deux de « farce », et pense que la fuite du dossier militaire de Louis Till en 1955 était un effort intentionnel pour manipuler l'issue de ce dernier procès.
Wideman exprime le point de vue que Louis Till a peut-être été puni pour le « crime d'être (noir) », plutôt que pour avoir commis de véritables crimes, citant la punition disproportionnée des soldats afro-américains pour viol ainsi que les lois aux États-Unis qui définissaient toutes les rencontres sexuelles entre les hommes afro-américains et les femmes blanches comme un viol.
Wideman affirme que lors du procès pour meurtre de Till, l'un de ses témoins a insisté sur le fait que le tueur était un Blanc avant de se rétracter, et que lors du procès pour viol de Till, les deux victimes ont déclaré avoir été agressées dans l'obscurité et ne pas pouvoir identifier leurs agresseurs, refusant de qualifier Till ou son coaccusé de suspects. 
Wideman affirme que, pour cette raison, leur exécution pourrait avoir été motivée par des considérations raciales.